# 赵季堃
赵季堃（1927年9月—2022年12月31日），男，河北磁县人，中国钢铁工程家，二十世纪六十年代鞍山钢铁公司钢桩主要设计者。

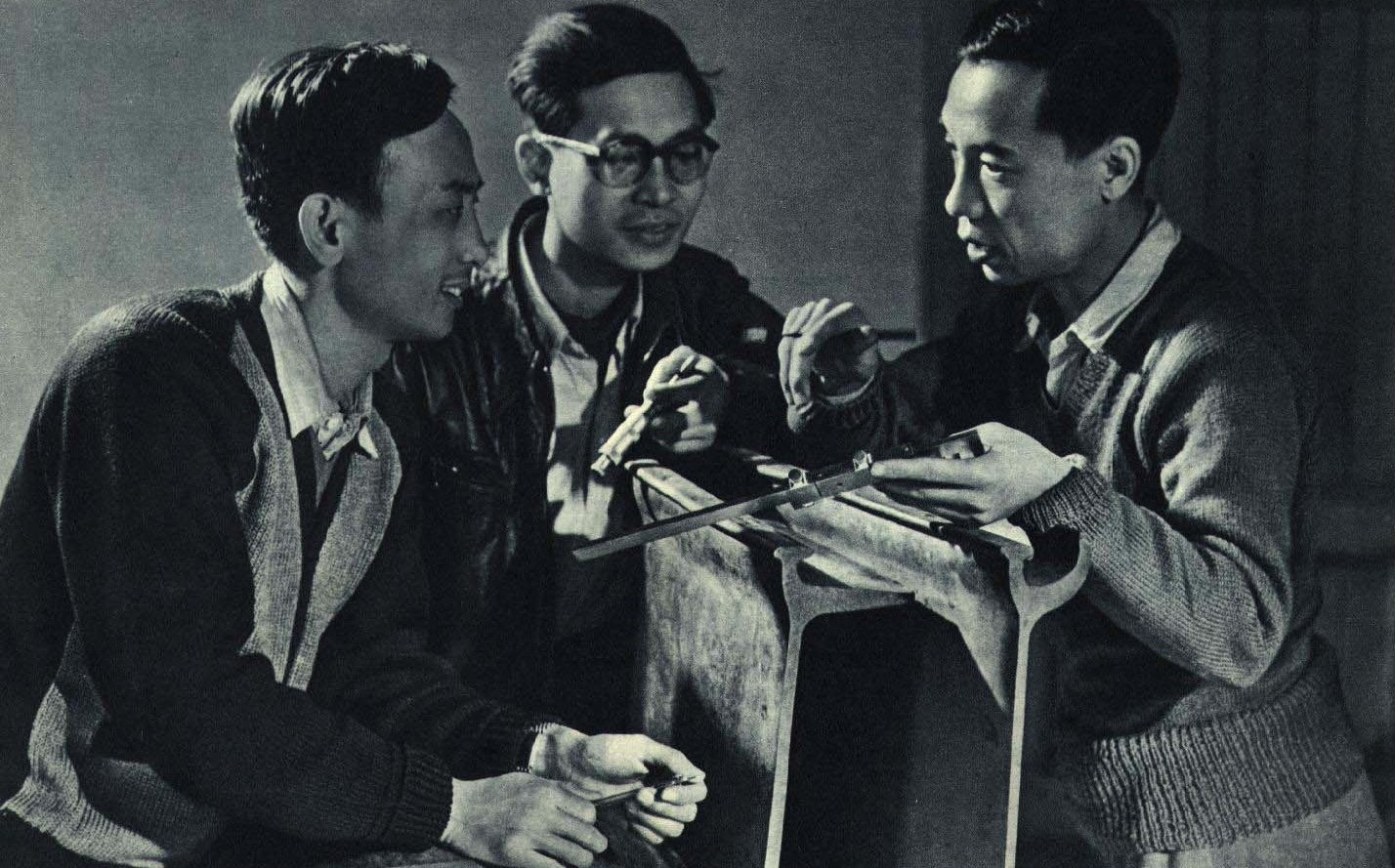
1962年鞍山钢铁公司钢桩主要设计者（右一为赵季堃）